# Славнюв
Славнюв (пол. Sławniów) — село в Польщі, у гміні Пілиця Заверцянського повіту Сілезького воєводства.
Населення — 880 осіб (2011).
У 1975-1998 роках село належало до Катовицького воєводства.

## Демографія
Демографічна структура станом на 31 березня 2011 року:
|          | Загалом | Допрацездатний вік | Працездатний вік | Постпрацездатний вік |
| -------- | ------- | ------------------ | ---------------- | -------------------- |
| Чоловіки | 430     | 94                 | 283              | 53                   |
| Жінки    | 450     | 72                 | 267              | 111                  |
| Разом    | 880     | 166                | 550              | 164                  |